# Agapanthia lederi
Agapanthia lederi là một loài bọ cánh cứng trong họ Cerambycidae.